# Santana (Portogallo)
Santana (sɐ̃'tɐnɐ) è un comune portoghese di 8 804 abitanti situato nella regione autonoma di Madera.

## Società

### Evoluzione demografica
| Popolazione di Santana (1849 – 2004) | Popolazione di Santana (1849 – 2004) | Popolazione di Santana (1849 – 2004) | Popolazione di Santana (1849 – 2004) | Popolazione di Santana (1849 – 2004) | Popolazione di Santana (1849 – 2004) | Popolazione di Santana (1849 – 2004) | Popolazione di Santana (1849 – 2004) | Popolazione di Santana (1849 – 2004) |
| ------------------------------------ | ------------------------------------ | ------------------------------------ | ------------------------------------ | ------------------------------------ | ------------------------------------ | ------------------------------------ | ------------------------------------ | ------------------------------------ |
| 1849                                 | 1900                                 | 1930                                 | 1960                                 | 1981                                 | 1991                                 | 2001                                 | 2004                                 |                                      |
| 11.641                               | 9.337                                | 10.908                               | 13.971                               | 11.253                               | 10.302                               | 8.804                                | 8.491                                |                                      |

## Freguesias
- Arco de São Jorge
- Faial
- Ilha
- Santana
- São Jorge
- São Roque do Faial